# Grito de Dolores
Pour les articles homonymes, voir Dolores.

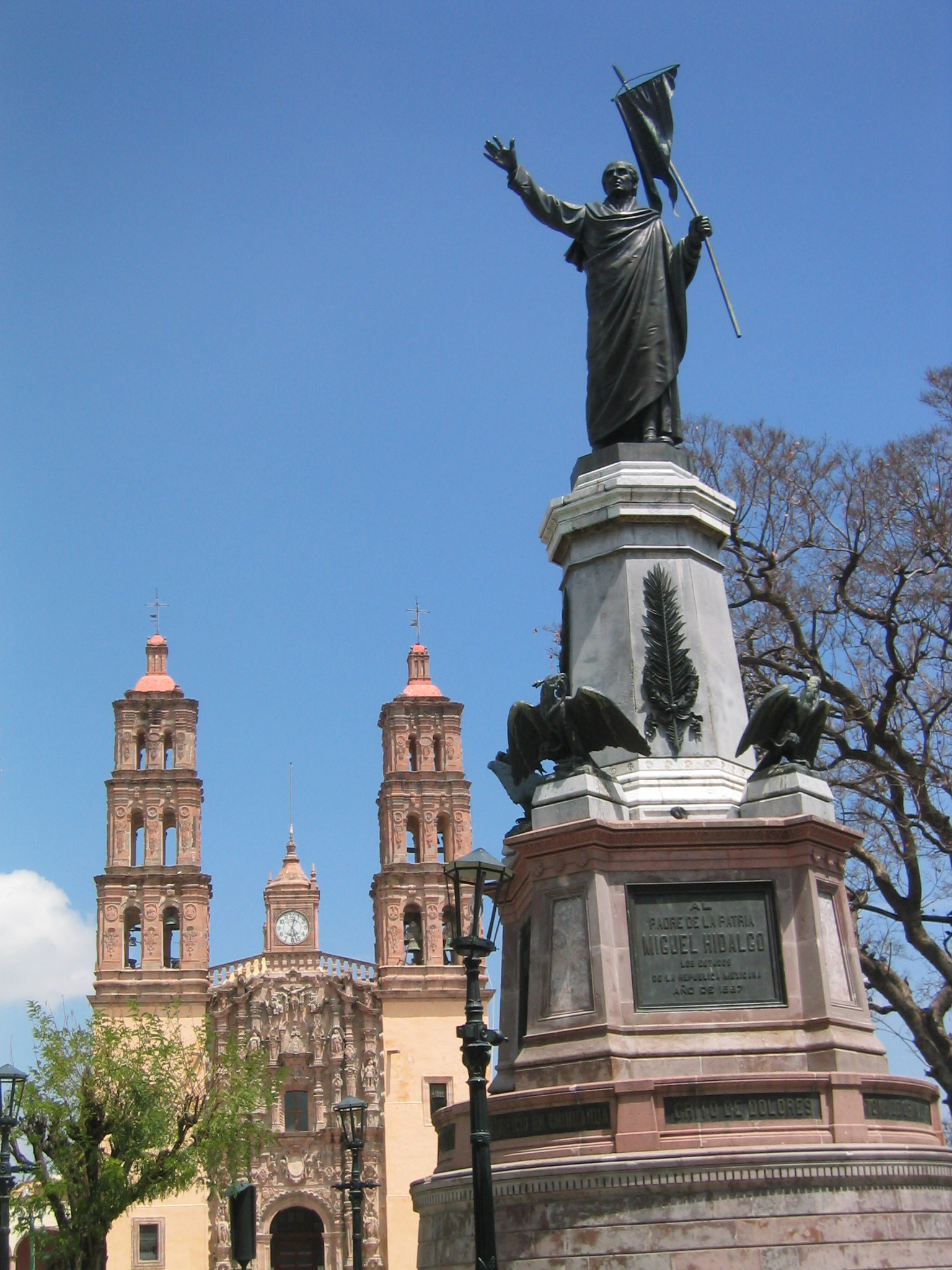
Statue de Miguel Hidalgo devant l'église de Dolores Hidalgo.

Le Grito de Dolores est le nom donné à l'appel à la sédition contre les autorités soumises aux ordres de Joseph Bonaparte en Nouvelle-Espagne, lancé par le curé Miguel Hidalgo durant la nuit du 15 au 16 septembre 1810 dans la localité de Dolores.
À la suite de la crise politique de 1808, due à l'invasion de l'Espagne par les troupes de Napoléon Ier, le pouvoir était alors assuré dans les  colonies espagnoles en Amérique par des « juntas », qui représentaient le roi Ferdinand VII d'Espagne, détrôné en 1808 par Napoléon Ier au profit de son frère Joseph Bonaparte.
Après la découverte par les autorités de la conspiration de Querétaro (es), Hidalgo appela à lutter contre le gouvernement de Joseph Bonaparte. Hidalgo aurait fait sonner les cloches de sa paroisse pour rassembler ses ouailles puis réclamé l'insurrection contre la Junta de Mexico et terminé sa harangue par :

« ¡Viva la Virgen de Guadalupe! ¡Muera el mal gobierno! ¡Viva Fernando VII! »
« Vive Notre-Dame de Guadalupe ! Mort au mauvais gouvernement ! Vive Ferdinand VII ! »

Selon Patricia Galeana dans son livre Miguel Hidalgo y Costilla, Hidalgo aurait crié :
« ¡Viva la Religión! ¡Viva la Virgen de Guadalupe! ¡Viva Fernando VII! ¡Viva la América! »
Après son discours, il est suivi par une partie de la population du village.
Selon Carlos María de Bustamante dans son Cuadro histórico de la revolución mexicana publié en 1823, Hidalgo n'aurait jamais fait que de se servir des circonstances du moment dues à l'invasion napoléonienne de l'Espagne et n'aurait pas prononcé de discours politique ou faisant l'objet d'un quelconque projet libérateur, mais aurait simplement soulevé le peuple pour laisser le champ libre aux exactions et aux meurtres.
Pourtant, alors que la ville de Mexico est à sa portée, après la bataille indécise du Monte de las Cruces, le 30 octobre 1810, il renonce à l'attaquer, craignant que de nouveaux massacres soient commis par ses troupes indisciplinées et qu'ignorantes de la façon de combattre dans une ville, elles y soient vite anéanties par un ennemi discipliné et aguerri.
Il ordonne la retraite vers Valladolid, l'actuelle Morelia. Il sera plus tard capturé, et exécuté le 30 juillet 1811.
Selon Servando Teresa de Mier (es) (un des pères fondateurs de la nation mexicaine) dans son Historia de la Revolución de Nueva España publiée en 1813 sous le pseudonyme de José Guerra, Hidalgo aurait déclaré :
« No hay remedio : está visto que los europeos nos entregan a los franceses : veis premiado a los que prendieron al Virrey y relevaron al Arzobispo porque nos defendían, el Corregidor porque es criollo está preso; adiós religión, sereis jacobinos, sereis impíos, adios Fernando séptimo, seréis de Napoleón. »
Ce à quoi les habitants du village répondirent :
« ¡No padre, Viva la Virgen de Guadalupe! ¡Viva Fernando VII! »
Hidalgo leur dit alors :
« Vivan pues y seguid a vuestro cura, que siempre se ha desvelado por vuestra felicidad. »
L'acte d'indépendance du Mexique ne sera signé par le vice-roi Juan O'Donojú, qu'en septembre 1821. L'Espagne ne reconnaîtra formellement cette indépendance qu'en décembre 1836, trois ans après le décès de Ferdinand VII.

## Dieciséis de Septiembre
Le Dieciséis de Septiembre (« 16 septembre » en espagnol) est le jour où commença le processus qui mena le Mexique à son indépendance, c'est pourquoi il a été choisi et est fêté tous les ans comme le jour de l'indépendance mexicaine.
Depuis 1843, le président de la République lance le cri chaque année à 23 heures dans la soirée du 15 septembre 